# Angophora
Angophora Cav., 1797 è un genere di grandi alberi della famiglia delle Mirtacee, originario dell'Australia orientale.
È strettamente imparentato con i generi Corymbia ed Eucalyptus, tutti comunemente indicati come "eucalipto".

## Descrizione
Una delle caratteristiche che distinguono il genere Angophora è la presenza di foglie opposte e alterne e che il frutto è privo di uno strato racchiudente chiamato opercolo. Le specie di questo genere hanno anche un frutto con nervature pronunciate, mentre il frutto degli altri generi imparentati hanno di solito un aspetto più liscio.
Le specie di questo genere variano nell'aspetto da forme arbustive, come Angophora hispida, a grandi alberi che raggiungono i 30 m di altezza. La corteccia è di solito ruvida e scabra e squamosa. Le foglie sono lanceolate e di colore verde scuro mentre i fiori sono di colore bianco crema e crescono in grandi infiorescenze.

## Tassonomia
Il genere comprende le seguenti specie:
- Angophora bakeri E.C.Hall
- Angophora costata (Gaertn.) Britten
- Angophora floribunda (Sm.) Sweet
- Angophora hispida (Sm.) Blaxell
- Angophora inopina K.D.Hill
- Angophora leiocarpa (L.A.S.Johnson ex G.J.Leach) K.R.Thiele & Ladiges
- Angophora melanoxylon R.T.Baker
- Angophora robur L.A.S.Johnson & K.D.Hill
- Angophora subvelutina F.Muell.
- Angophora woodsiana F.M.Bailey

Sono inoltre noti i seguenti ibridi:
- Angophora × clelandii Maiden
- Angophora × dichromophloia Blakely
- Angophora × exul K.D.Hill